# Alfred Wilhelm Philippe Philipsen
Pour les articles homonymes, voir Philipsen.
Alfred Wilhelm Philippe Philipsen, né le 8 juillet 1868 à La Rochelle et mort à une date inconnue, est un peintre français.

## Biographie
Alfred Wilhelm Philippe Philipsen naît le 8 juillet 1868 à La Rochelle. Fils de Victor Philippe Philipsen et élève de l'École des Beaux-Arts de Lyon, il expose à Paris de 1886 à 1900 et à Lyon à partir de 1889.